# Penicillium spirillum
Penicillium spirillum är en svampart som beskrevs av Pitt 1980. Penicillium spirillum ingår i släktet Penicillium och familjen Trichocomaceae.   Inga underarter finns listade i Catalogue of Life.
I den svenska databasen Dyntaxa används istället namnet Talaromyces helicus för samma taxon.  Arten är reproducerande i Sverige.